# Tanagra
Tanagra (in greco Τανάγρα?) è un comune della Grecia situato nella periferia della Grecia Centrale (unità periferica della Beozia) con 21 156 abitanti secondo i dati del censimento 2001.
A seguito della riforma amministrativa detta Programma Callicrate in vigore dal gennaio 2011 che ha abolito le prefetture e accorpato numerosi comuni, la superficie del comune è ora di 461 km² e la popolazione è passata da 4 134 a 21 156 abitanti.

## Storia
Viene menzionata da Pausania nel suo elenco di antiche città greche con il nome di Graea;  alcuni studiosi considerano questo un possibile antico nome della città. Il suo fondatore veniva considerato Poimandros il quale aveva preso parte alla Guerra di Troia per cui la città era conosciuta anche con il nome di Poimandria.
Vi si svolse, nel 426 a.C. la famosa Battaglia di Tanagra combattuta da Sparta e Beozia contro Atene durante la Guerra del Peloponneso. Nel 457 a.C. vi si era svolta un'altra grande battaglia.
È ben conosciuta dagli archeologi per i suoi reperti ceramici funerari tra i quali le famose statuette fittili, di particolare espressività, dette "tanagrine" in virtù del fatto che ivi vennero ritrovate per la prima volta e in gran quantità.
Il termine "tanagrine" venne in seguito adottato per definire le statuette fittili di tipo similare ritrovate anche in altre località come a Centuripe e in altre aree della Magna Grecia.